# Фоторобот
Фоторо́бот (від грец. — світло і чес. robot — робот) — 1) криміналістичний пристрій для виготовлення за показаннями потерпілих, свідків тощо композиційних (синтетичних) портретів підозрюваних у скоєні злочинів осіб, які розшукуються; 2) виготовлений у такий спосіб композиційний портрет злочинця.
Базовими складовими Ф. як пристрою є ідентифікаційні комплекти малюнків типових ознак зовнішності (обличчя) етнічних груп населення країни (її регіонів), розміщені за системою «словесного портрета» в альбомі-реєстрі, а також на прозорих плівках у магазинах-каталогах. Саме з цих малюнків ознак обличчя допитуваний очевидець вибирає найбільш схожі з обличчям злочинця, а криміналіст-оператор монтує з них на демонстраційній касеті обличчя особи, яка розшукується.
В останні два десятиліття для складання фоторобота широко використовують комп'ютерне програмне забезпечення, серед найбільш широко використовуваних систем SketchCop Facette Face Design System Software, Identi-Kit 2000, FACES, E-FIT і PortraitPad. У США ФБР стверджує, що малюнок від руки є найкращим методом для побудови фоторобота. Багато інших, однак, використовують програмне забезпечення, так як відповідні художні таланти не завжди доступні.